# Liste des US Routes en Arkansas
Les vingt US Routes en Arkansas font partie du réseau des US Routes.

## Liste
| Numéro | Longueur (mi) | Longueur (km) | Terminus sud / ouest                                         | Terminus nord / est                                             | Créée | Notes |
| ------ | ------------- | ------------- | ------------------------------------------------------------ | --------------------------------------------------------------- | ----- | ----- |
| US 49  | 182,33        | 293,43        | US 49 à la frontière avec le Mississippi près d'Helena       | US 62 / AR 1 à Piggott                                          | 1963  |       |
| US 59  | 112,00        | 180,00        | I-30 à Texarkana                                             | US 59 à la frontière avec l'Oklahoma près d'Acorn               | 1934  |       |
| US 61  | 75,30         | 121,20        | US 61 à la frontière avec le Tennessee à West Memphis        | US 61 à la frontière avec le Missouri près de Blytheville       | 1926  |       |
| US 62  | 329,90        | 530,90        | US 62 à la frontière avec l'Oklahoma                         | US 62 à la frontière avec le Missouri près de Saint Francis     | 1930  |       |
| US 63  | 388,00        | 624,00        | US 167 à Junction City                                       | US 63 à la frontière avec le Missouri près de Mammoth Spring    | 1926  |       |
| US 64  | 246,35        | 396,46        | US 64 à la frontière avec l'Oklahoma près de Fort Smith      | US 64 à la frontière avec le Tennessee à West Memphis           | 1926  |       |
| US 65  | 309,00        | 497,00        | US 65 à la frontière avec la Louisiane près d'Eudora         | US 65 à la frontière avec le Missouri près de Burlington        | 1926  |       |
| US 67  | 325,00        | 523,00        | US 67 à la frontière avec le Texas à Texarkana               | US 67 à la frontière avec le Missouri                           | 1926  |       |
| US 70  | 286,00        | 460,00        | US 70 à la frontière avec l'Oklahoma près de De Queen        | US 70 à la frontière avec le Tennessee à West Memphis           | 1926  |       |
| US 71  | 310,00        | 500,00        | US 71 à la frontière avec la Louisiane                       | US 71 à la frontière avec le Missouri                           | 1926  |       |
| US 79  | 272,00        | 438,00        | US 79 à la frontière avec la Louisiane                       | US 79 à la frontière avec le Tennessee à West Memphis           | 1935  |       |
| US 82  | 190,71        | 306,92        | US 82 à la frontière avec le Texas à Texarkana               | US 82 à la frontière avec le Mississippi près de Greenville, MS | 1931  |       |
| US 165 | 183,00        | 295,00        | US 165 à la frontière avec la Louisiane                      | US 70 à North Little Rock                                       | 1926  |       |
| US 167 | 259,00        | 416,73        | US 167 à la frontière avec la Louisiane                      | US 62 / US 412 à Ash Flat                                       | 1926  |       |
| US 270 | 163,00        | 262,27        | US 270 à la frontière avec l'Oklahoma                        | I-530 / US 65 à White Hall                                      | 1930  |       |
| US 271 | 3,00          | 4,80          | US 271 à la frontière avec l'Oklahoma près de Fort Smith     | US 71 à Fort Smith                                              | 1926  |       |
| US 278 | 258,80        | 416,50        | US 59 / US 71 à Wickes                                       | US 278 à la frontière avec le Mississippi                       | 1998  |       |
| US 371 | 123,00        | 197,91        | US 371 à la frontière avec la Louisiane                      | US 59 / US 70 / US 71 / AR 41 à De Queen                        | 1994  |       |
| US 412 | 290,00        | 470,00        | US 271 à la frontière avec l'Oklahoma près de Siloam Springs | US 412 à la frontière avec le Missouri                          | 1982  |       |
| US 425 | 91,00         | 146,00        | US 425 à la frontière avec la Louisiane                      | I-530 / US 63 / US 65 / US 79 à Pine Bluff                      | 1989  |       |
|        |               |               |                                                              |                                                                 |       |       |